# Муамба (страва)
Муамба — страва ангольської кухні. Являє собою курятину, тушковану з овочами на пальмовій олії денде.
Подається з відвареною розсипчастим рисом або пюре з маніоку.

## Приготування
Курка, нарізана на дрібні шматочки, солиться, перчить, заправляється часником та соком лимона, після чого залишається маринуватися мінімум на півгодини.
У каструлі для тушкування на олії денде пасерують цибулю, нарізану кільцями. З цибулею злегка обсмажують курку, додаються дрібно нарізані помідори та лавровий лист, все разом тушкується не менше 1 години під кришкою. В середині процесу додаються плоди бамії, нарізані дрібними кільцями, після чого страва тушкується до готовності.